# Omtschak
Omtschak (russisch Омчак) ist eine Siedlung in der Oblast Magadan (Russland) mit 442 Einwohnern (Stand 1. Oktober 2021).

## Geographie
Der Ort liegt etwa 280 km Luftlinie nordwestlich des Oblastverwaltungszentrums Magadan im Kolymagebirge am namensgebenden Fluss Omtschak, einem linken Nebenfluss des rechten Kolyma-Zuflusses Tenka.
Omtschak gehört zum Rajon Tenkinski und befindet sich 110 km nordwestlich von dessen Verwaltungszentrum Ust-Omtschug. Der Ort ist – trotz seines eigenen Status als ländliche Siedlung – Sitz der Stadtgemeinde (gorodskoje posselenije) Possjolok Omtschak, zu der außerdem die heute fast unbewohnte, 3 km westlich gelegene Siedlung Possjolok imeni Matrossowa (benannt nach Alexander Matrossow) gehört.

## Geschichte
Die Siedlung entwickelte sich aus einem 1941 eingerichteten Goldsucherlager, das ab 1944 Bezeichnung Priisk imeni Timoschenko trug (nach dem Kriegshelden Iwan Timoschenko). In den 1950er-Jahren erhielt sie den Status einer Siedlung städtischen Typs unter ihrem heutigen Namen. 1991 wurde sie wieder in eine ländliche Siedlung umgewandelt.

### Bevölkerungsentwicklung
| Jahr | Einwohner |
| ---- | --------- |
| 1959 | 3998      |
| 1970 | 2587      |
| 1979 | 2826      |
| 1989 | 3059      |
| 2010 | 956       |
| 2021 | 442       |

Anmerkung: Volkszählungsdaten

## Verkehr
Omtschak liegt an der Tenka-Straße (Tenkinskaja doroga), die in den 1940er-Jahren als Alternativroute zur Kolymatrasse (heute R504 Kolyma) errichtet wurde. Sie zweigt bei Palatka von letzterer ab, verläuft durch das Rajonzentrum Ust-Omtschug und im Gegensatz zur Kolymatrasse weiträumig westlich um den Kolyma-Stausee, um einige hundert Kilometer nördlich, zwischen Sussuman und Mjaundscha, wieder an die Kolymatrasse anzuschließen.